# Station Oudelande
Station Oudelande was een station aan de tramlijn Goes - Hoedekenskerke - Goes van de voormalige Spoorweg-Maatschappij Zuid-Beveland te Oudelande in de provincie Zeeland. Het is gebouwd volgens de bouwstijl Standaardtype ZB. Vanaf dit station is de tramlijn richting Ellewoutsdijk opengebroken. Het station is een rijksmonument.